# Melodifestivalen 1996

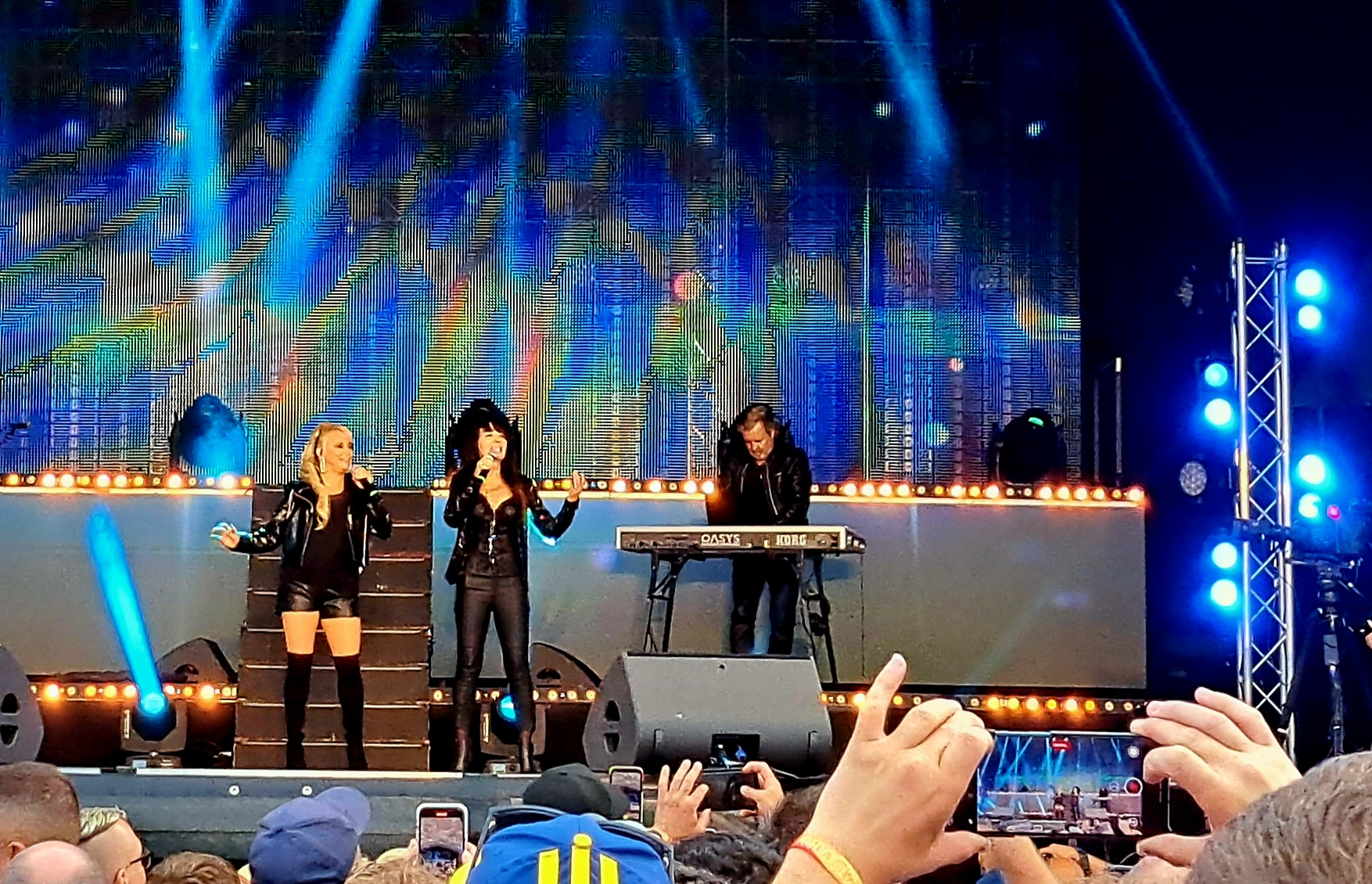
Gruppen One More Time vann Melodifestivalen 1996 med låten "Den Vilda".

Melodifestivalen 1996 var den 36:e upplagan av musiktävlingen Melodifestivalen och samtidigt Sveriges uttagning till Eurovision Song Contest 1996. 
Finalen hölls i Victoriahallen i Stockholm den 24 februari 1996, där melodin "Den vilda", framförd av gruppen One More Time, vann, genom att ha fått högst totalpoäng av jurygrupperna. För sjätte året i rad, dock totalt för trettonde gången, var finalkvällen uppdelad i två halvor, där jurygrupperna fick rösta vidare fem bidrag till en slutgiltig final. För andra året i rad bestod startfältet av 50% material från en nationell inkskickning och 50% material från förinbjudna kompositörer. 
Den vilda fick sedan representera Sverige i ESC 1996 som arrangerades i Oslo i Norge den 18 maj 1996. 

## Tävlingsupplägg

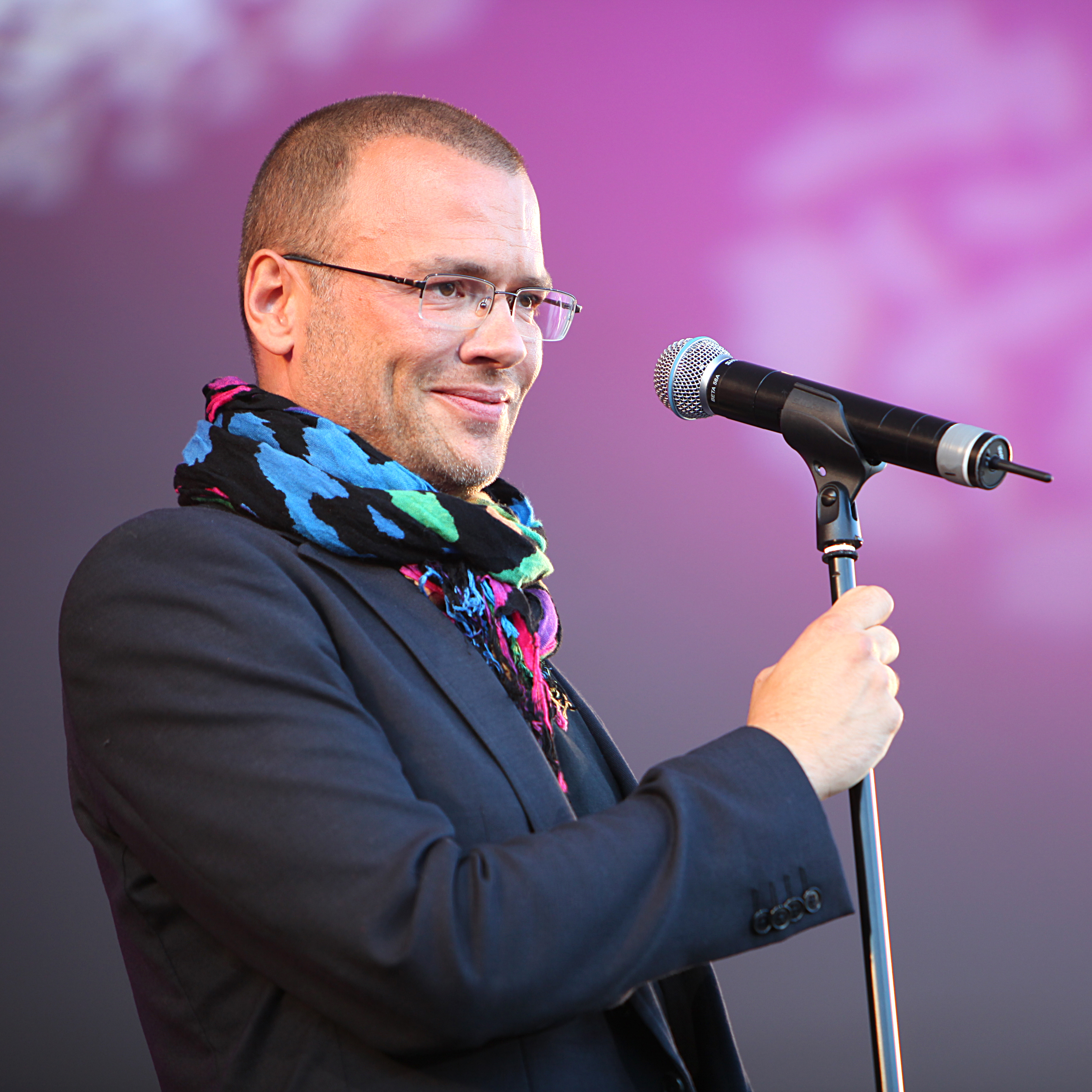
Andreas Lundstedt deltog för första gången i festivalen och slutade på andra plats. Lundstedt har fram till 2015 deltagit i festivalen nio gånger. Bild från 2009.

För sjätte året i rad, dock för trettonde gången totalt sett, använde sig Sveriges Television av modellen med en finalkväll och tio tävlande bidrag i två omgångar. Inför finalen gjordes en allmän inskickning av bidrag till tävlingen, där vem som helst som var svensk medborgare fick skicka in ett bidrag till tävlingen. Totalt skickades det in 1 475 bidrag (en ökning med 875 bidrag jämfört med året innan). En urvalsjury, som Sveriges Television satte ihop, fick sedan lyssna igenom bidragen och välja ut fem stycken tävlande melodier. Den andra halvan av startfältet skrevs av kompositörer som Sveriges Television bjudit in på förhand (likt föregående år). Dessa kompositörer hade valts ut enligt modellen att de hade fått sin tidigare musik mest spelad i radio och på TV. Bert Karlsson fick inte med ett enda bidrag det här året.
Samma kväll som finalen ägde rum, anordnade Aftonbladet en telefonomröstning om bästa låt. Henrik Åbergs "Du är alltid en del utav mej", nybliven vinnare i TV-programmet Sikta mot stjärnorna som Elvis Presley, vann den tävlingen. Låten slogs ut i första röstomgången i Melodifestivalen, men nådde stora framgångar på Svensktoppen, där melodin låg i 36 veckor.
Programledarna gjorde kvällen komisk med att till exempel i början av programmet ställa sig vid varsin programledar-bänk, fast vid ombytta bänkar (Pontus som var lång fick en låg bänk, och Malmkvist som var kort fick en hög bänk). Ett minnesvärt ögonblick för vissa med detta par var nog ändå när Gårdinger kom ut på scenen klädd i samma klänning som Malmkvist hade. 
En berömd "replik" som förekom hos paret var när Gårdinger, senare i programmet, sade till Malmkvist att hon var söt.
"Söt?! Äh! Sådär säger du till alla kärringar på TV" sa Malmkvist, "Ja, hur tror du att jag fick det här jobbet?!" svarade Gårdinger.
Årets scen hade byggts upp kring temat "is".

### Återkommande artister
| Artist                                                      | Tidigare år (med placering) (Melodifestivalen)   | Tidigare år (med placering) (ESC) |
| ----------------------------------------------------------- | ------------------------------------------------ | --------------------------------- |
| Frank Ådahl                                                 | 19901 (1:a)                                      | 19901 (16:e)                      |
| Janne Bark (Del av Peter, Lasse, Nick, Janne & Lennart)     | 19952 (5:a)                                      | –                                 |
| Lasse Kronér (Del av Peter, Lasse, Nick, Janne & Lennart)   | 19883 (3:a)                                      | –                                 |
| Lennart Grahn (Del av Peter, Lasse, Nick, Janne & Lennart)  | 19824 (6:a), 19924 (6:a)                         | –                                 |
| Lotta Engberg                                               | 19845 (2:a), 1987 (1:a), 19883 (3:a), 1990 (8:a) | 1987 (12:a)                       |
| Maria Rådsten (Del av One More Time)                        | 1992 (3:a)                                       | –                                 |
| Nanne Grönvall (Del av One More Time)                       | 19866 (4:a), 19876 (4:a)                         | –                                 |
| Nick Borgen (Del av Peter, Lasse, Nick, Janne & Lennart)    | 1993 (2:a), 1994 (4:a), 1995 (6:a)               | –                                 |
| Peter Lundblad (Del av Peter, Lasse, Nick, Janne & Lennart) | 19837 (6:a)                                      | –                                 |

1 1990 ingick Frank Ådahl i gruppen Edin-Ådahl.

2 1995 (året innan) sjöng Janne Bark med kvartetten Lindbom, Bark, Ådahl, Stolt.

3 1988 ingick Lasse Kronér i gruppen Triple & Touch som deltog i duett med Lotta Engberg.

4 1982 och 1992 tävlade Lennart Grahn i gruppen Shanes.

5 1984 tävlade Lotta Engberg, då med namnet Lotta Pedersen, i duett med Göran Folkestad.

6 1986 och 1987 ingick Nanne Grönvall, då med namnet Nanne Nordqvist, i gruppen Sound of Music.

7 1983 sjöng Peter Lundblad duett med Agneta Olsson.

## Finalkvällen
Finalen av festivalen 1996 direktsändes i SVT1 den 24 februari 1996 kl. 20.00-22.30 från Victoriahallen i Stockholm. Programledare var Pontus Gårdinger och Siw Malmkvist medan Anders Berglund var kapellmästare. Kören bestod av Britta Bergström, Ulrica Carnell, Gabriel Forss och Peter Hallström. Mellan kl. 21.00 och 21.15 sändes Aktuellt (nyhetsprogram).
De elva regionala jurygrupperna, som hade blivit standardsätt att rösta fram vinnaren på, användes även detta år. Dock minskade jurygruppernas egen storlek något då varje jurygrupp innehöll sju istället för tio personer. Varje jurygrupps parametrar var att det antingen skulle vara fyra män och tre kvinnor eller fyra kvinnor och tre män, samt att av hela juryn totalt (både män och kvinnor) skulle fyra vara musikkunniga och tre lekmän/allmänhet med en "positiv inställning till populärmusik". Det är okänt hur ålderspridningen var.
I finalen framfördes först de tio bidragen, varpå jurydistrikten avlade röster i en sluten omröstning. De fem bidragen som jurygrupperna gett högst antal totalpoäng gick vidare till finalomgången. Resterande bidrag fick dela på sjätteplatsen. Därefter nollställdes jurygruppernas tidigare röster och man började om från noll igen. Varje jury gav nu synliga poäng. Varje jurygrupp gav 8 poäng till sin favoritlåt, 6 poäng till sin tvåa, 4 poäng till sin trea, 2 poäng sin fyra och 1 poäng till sin femma. Alla bidragen belönades därmed med minst ett poäng per jurygrupp.

### Första omgången

#### Startlista
Nedan listas bidragen i startordning i den första omgången. Bidrag med beige bakgrund tog sig till andra omgången.
Resterande låtar placerade sig på delad sjätte plats.
| Nr | Artist                              | Låt                          | Upphovsmän (Text & musik)                                | Anmärkning |
| -- | ----------------------------------- | ---------------------------- | -------------------------------------------------------- | ---------- |
| 1  | Peter, Lasse, Nick, Janne & Lennart | Gör någon glad               | Svante Persson (tm), Pontus Platin (tm)                  | Utslagen   |
| 2  | Andreas Lundstedt                   | Driver dagg faller regn      | Alexander Bard (tm), Ola Håkansson (tm), Tim Norell (tm) | Till Final |
| 3  | Lotta Engberg                       | Juliette & Jonathan          | Monica Forsberg (t), Torgny Söderberg (m)                | Till Final |
| 4  | One More Time                       | Den vilda                    | Nanne Grönvall (t), Peter Grönvall (m)                   | Till Final |
| 5  | Ellinor Franzén                     | Finns här för dig            | Stefan Bagge (tm), Martin Klaman (tm)                    | Utslagen   |
| 6  | Inger Nordström                     | Gråt inte                    | Rose-Marie Stråhle (tm)                                  | Utslagen   |
| 7  | Henrik Åberg                        | Du är alltid en del utav mig | Lasse Berghagen (t), Lasse Holm (m)                      | Utslagen   |
| 8  | Frank Ådahl                         | Tårar från himlen            | Mikael Littvold (t), Peter Bertilsson (m)                | Till Final |
| 9  | Lotten Andersson & Magnus Sjögren   | Va' e' du?                   | Jörgen Nohall (tm), Carl Hammar (m)                      | Utslagen   |
| 10 | Mårten Eriksson                     | Förlorad igen                | Mårten Eriksson (tm)                                     | Till Final |

### Andra omgången

#### Poäng och placeringar
| Nr | Låt                     | Luleå | Umeå | Sunds- vall | Falun | Örebro | Karl- stad | Gbg | Malmö | Växjö | Norr- köping | Stholm | Summa | Plac. |
| -- | ----------------------- | ----- | ---- | ----------- | ----- | ------ | ---------- | --- | ----- | ----- | ------------ | ------ | ----- | ----- |
| 2  | Driver dagg faller regn | 6     | 4    | 4           | 6     | 4      | 2          | 4   | 2     | 6     | 2            | 8      | 48    | 2     |
| 3  | Juliette & Jonathan     | 8     | 6    | 2           | 4     | 1      | 4          | 2   | 8     | 2     | 4            | 4      | 45    | 3     |
| 4  | Den vilda               | 2     | 8    | 8           | 8     | 8      | 8          | 6   | 1     | 8     | 8            | 6      | 71    | 1     |
| 8  | Tårar från himlen       | 4     | 1    | 1           | 1     | 6      | 1          | 1   | 4     | 4     | 1            | 2      | 26    | 5     |
| 10 | Förlorad igen           | 1     | 2    | 6           | 2     | 2      | 6          | 8   | 6     | 1     | 6            | 1      | 41    | 4     |

- Tittarsiffror del 1: 2 836 000 tittare.[2]
- Tittarsiffror del 2: 3 731 000 tittare.[2]

#### Juryuppläsare
- Luleå: Anita Lovén
- Umeå: Disa Åberg
- Sundsvall: Maritta Selin
- Falun: Arne Jacobsson
- Örebro: Anneli Mensin
- Karlstad: Ulf Schenkmanis
- Göteborg: Gösta Hanson
- Malmö: Aina Rundqvist
- Växjö: Micke Sterner
- Norrköping: Larz-Thure Ljungdahl
- Stockholm: Ulla Rundquist

## Eurovision Song Contest
Tio år hade gått sedan Norges senaste vinst och efter segern på Irland året innan fick man därmed för andra gången agera värdnation. Tävlingen förlades denna gång till huvudstaden Oslo den 18 maj 1996, eftersom maj månad hade blivit standard att tävla i numera. Mellan varje bidrag visades videovykort med artisterna i Norge, och varje lands statsminister/president önskade landet lycka till på hemspråket, i Sveriges fall gjordes det av dåvarande statsminister Göran Persson. 
Eftersom många länder numera ville deltaga införde EBU det här året en stor kvalificeringsomgång för alla länder utom värdlandet. I omgången tävlade tjugonio länder, där jurygrupperna i varje land i hemlighet skulle rösta fram tjugotvå finalister. Efter denna omröstning (vars resultat läckte ut i förväg) hölls finalen. Kvalificeringsomgången sändes aldrig (till skillnad från semifinalsystemet som infördes 2004) så det är okänt vad jurygrupperna gick efter. Istället blev det så att de tjugotvå länder som fick högst totalpoäng gick till den riktiga finalen, medan övriga blev eliminerade. Tyskland hamnade det här året på tjugofjärde plats i kvalificeringsomgången och missade därmed finalen för första gången. Landet hade sedan starten årligen deltagit i festivalen. 
Sverige lyckades vinna den första omröstningen (med 227 poäng) och blev därmed klara för finalen. I finalen tävlade Sverige som allra sista land (tjugotre av tjugotre länder) och slutade på tredje plats med 100 poäng efter juryöverläggningen. "Den oväntade vinnaren" blev Irland (med 162 poäng) som tog sin fjärde seger på fem år, en svit ingen dittills och hittills lyckats slå. Det är dock Irlands senaste vinst. Värdlandet Norge slutade på andra plats med 114 poäng, fjorton poäng över Sverige. Allra sist blev Finland med totalt nio poäng (två från Norge och sju från Island). 
För första (och hittills enda) gången i tävlingens historia pågick omröstningen i en så kallad virtuell verklighet. Programledaren Ingvild Bryn befann sig i ett stort tomt utrymme som med hjälp av bluescreen-teknik fylldes med en datoranimerad omgivning som visade en rörlig resultattavla, flygande skärmar med varje lands röstavlämnare och en vy in till Green room där artisterna befann sig under omröstningen.
Då EBU var och är beroende av att vissa länder som medverkar betalar mer för att deltaga, uppstod en debatt efter att Tyskland inte lyckades ta sig vidare från den första röstningsomgången. Fyra år senare skulle EBU införa en s.k. supergrupp kallad "The Big Four", som innebär att "de fyra stora länderna" som betalar mest (för att tävlingen överhuvudtaget ska kunna arrangeras) ska alltid vara garanterade en finalplats oavsett slutplacering året innan. Processen med denna omröstning som gjorde att Tyskland inte gick till finalen har aldrig upprepats igen, även om man åtta år senare införde en semifinal i tävlingen. De länder som ej lyckades kvalificera sig till finalen placerade sig på följande placeringar i kvalomgången:
23.  Ungern - Gjon Delhusa Fortuna 

24.  Tyskland - Leon Blauer Planet of Blue 

25.  Danmark - Dorthe Andersen & Martin Loft Kun med dig 

26.  Ryssland - Andrej Kosinskij Ya eto Ya 

27.  Makedonien - Kaliopi Samo ti 

28.  Israel - Galit Bell Shalom Olam 

29.  Rumänien - Monica Anghel & Sincron Ruga pentru pacea lumii

### Fotnoter
1. ↑  Bolander, Mattias (22 september 2010). ”Bidragsrekord för Melodifestivalen 2011”. Poplight. Arkiverad från originalet den 11 januari 2014. https://web.archive.org/web/20140111171023/http://poplight.zitiz.se/artikel/bidragsrekord-foer-melodifestivalen-2011. Läst 18 april 2012.
2. 1 2  Mediamätning i Skandinavien